# Ilias Ambrosiana

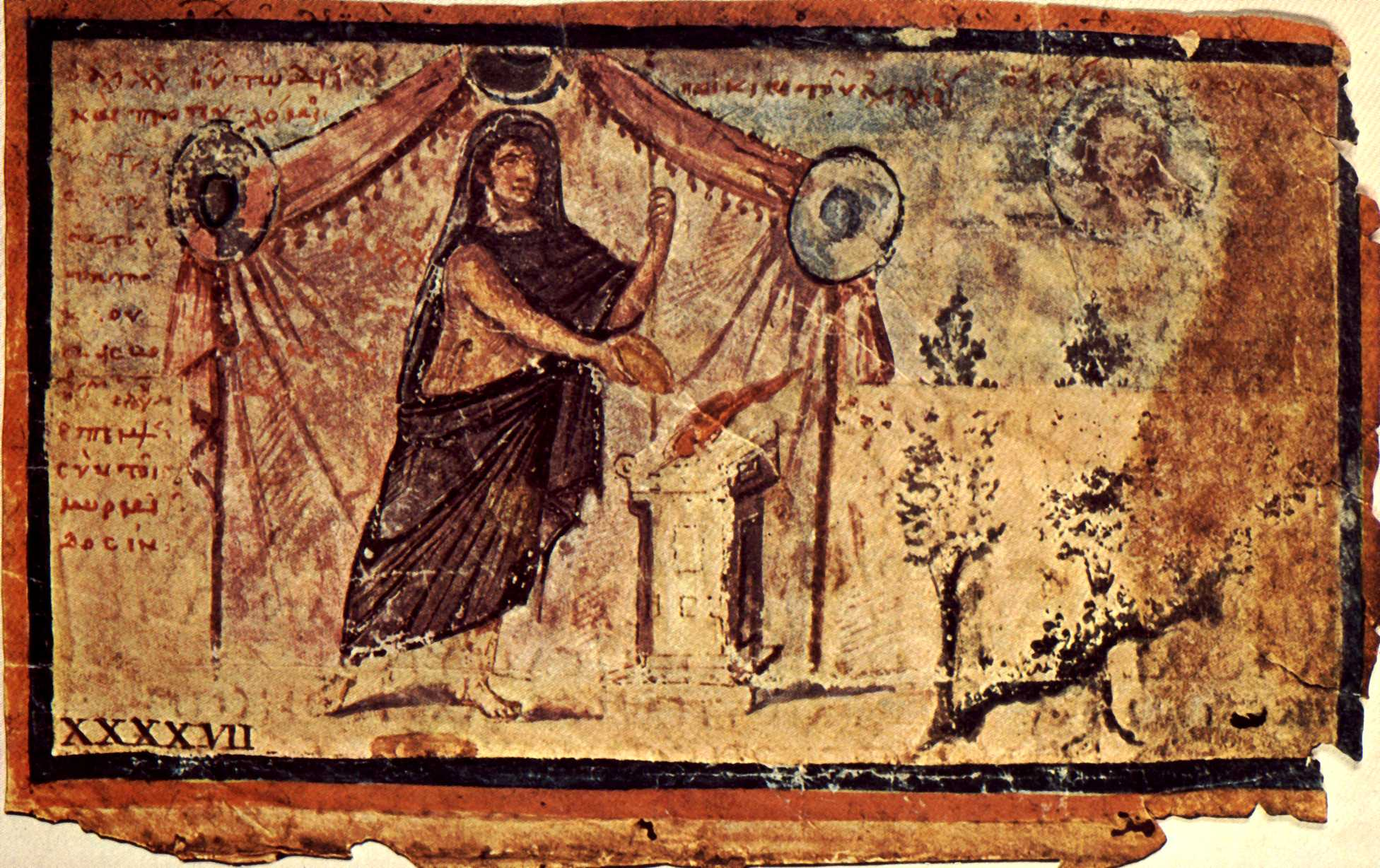
Akhilleusz áldozatot mutat be Zeusznak az Ilias Ambrosiana egyik ábrázolásán.

Az Ilias Ambrosiana Homérosz Iliaszának egy, a milánói Biblioteca Ambrosianában őrzött 5. századi kézirata (jelzete: Cod. F. 205.  Inf.). Az egyik legrégebbi fennmaradt illuminált kézirat, egyike a háromnak, amely az ókorból megmaradt. (A másik kettő a Vergilius Vaticanus és a Vergilius Romanus.) 